# Вуличні види спорту
Вуличні види спорту - це зайняття спортом у міських[недоступне посилання з серпня 2019] умовах. Іншими їх ознаками є некомерційний та непрофесійний характер. Цей вид спорту є вираженням невимушених, імпровізійних та творчих витоків спорту, пристосований людською винахідливістю до міського середовища. З історичного боку їх походження можна простежити за найдавнішими свідченнями про спорт грецької та римської цивілізації. Однак їх популярність може бути приурочена до промислової революції[недоступне посилання з серпня 2019] і значного зсуву в міське життя, який стався в цю епоху. 
Сьогодні їх поширеність і різноманітність збігаються тільки з своєрідністю і гібридизацією культури[недоступне посилання з серпня 2019] у сучасному світі. Хоча «вуличним видам спорту» як особливій галузі спорту не приділяється така ж увага, що і більш традиційним видам спорту, проте, сферу їх застосування можна як розмежувати, так і обґрунтувати з точки зору їх власної концепції. Вуличні види спорту є змішаною формою спорту і відображають пристосування звичайних видів спорту до міського середовища.
Відповідно до сучасних досліджень, пов'язаних з поняттям міста, пропонується кращий спосіб зрозуміти його існування – подивитись на місто крізь призму екології. Огляд міста таким чином, ніби воно живий, галасливий і процвітаючий організм, допомагає пролити світло на міську природу міста, і почати жити в особливостях міського життя. Тільки з появою цього сучасного погляду на місто з’явилася можливість говорити про вуличні види спорту. Сьогодні, коли ця точка зору встановлена, у цього явища виникло безліч субдисциплін, причому кожний наступний розвиток представляє собою подальше удосконалення вираження ідеї. Наприклад, раніше було цілком природно обговорювати скейтбординг[недоступне посилання з серпня 2019] або стікбол[недоступне посилання з серпня 2019][1] як відокремлені культурні явища, що відбуваються в міському середовищі; з введенням більш широкого поняття вуличного спорту стало можливим досліджувати цілий ряд міських явищ в більш широкому контексті. Результат став більш масштабним і складним для нашого розуміння і усвідомлення того, як міське життя проявляється в культурному відношенні.
Відповідно до Доповіді ООН про перспективи урбанізації за 2008 рік, питання урбанізації є одним з термінових, актуальних і важливих на сьогоднішній день. За прогнозами, в найближчі десятиріччя урбанізація прискориться, перетворивши більшість населення світу в «міських жителів».

## Термінологія
За словами паркуриста[недоступне посилання з серпня 2019] Фукана, вуличний спорт - це філософія, пов'язана з пошуками особистої та соціальної реалізації. Подібну точку зору можна знайти у понятті філософії одиночного сходження по міським будівлям, поясненого Аленом Робертом[недоступне посилання з серпня 2019]. Себастьян Фьюкан також визначив фріранінг як «фізичне мистецтво». Це не стільки питання спортивної діяльності, як питання ідентичності  духовного виживання та еволюції в сучасному світі. Таким чином, відомий канатоходець Філіпп Петі[недоступне посилання з серпня 2019], який прогулювався між баштами Всесвітнього торгового центру в 1974 році, описав свої "втручання" в міський простір як "художні злочини", що говорить про те, що їхня сутність є творчою і являє собою вислів - взаємодія з містом. Вуличні види спорту слід розуміти в першу чергу в світлі цих висловлювань, як відображення пристосовності людини і взаємодії з міським середовищем.
Багато видів спорту, зазначених в цій рубриці, є найбільш сучасними або екстремальними видами спорту[недоступне посилання з серпня 2019], такі як паркур або одиночне сходження по міським будівлям. Попередників цих видів спорту можна знайти в численних і різноманітних змінених формах звичайних і традиційних видів спорту, які з'явилися на просторах міста на початку 20-го століття. Серед них найбільш важливими є: бейсбол, баскетбол, крикет, футбол, футзал[недоступне посилання з серпня 2019], хокей та фрізбі, в які грають щодня в кожному місті і на кожному континенті світу.

## Історія
Історичні дані свідчать про те, що до того, як спорт перетворився на професійну, а потім в комерційну форму і мігрував до відповідних місць, він з'явився в найближчому культурному середовищі, де люди жили у суспільстві. Зазвичай асоціюються з церемонією або ритуалом, та в той же час з розважальними та творчими бажаннями людей, спорт став центральним аспектом культурного життя.

## Зовнішні посилання
- Паркур
- Ален Роберт[недоступне посилання з серпня 2019]
- Доповідь ООН про світові перспективи урбанізації [Архівовано 6 квітня 2011 у Wayback Machine.]

## Фільми
1. Паркур[недоступне посилання з серпня 2019]
2. Стікбол[недоступне посилання з серпня 2019]
3. Той, що біжить за вітром[недоступне посилання з серпня 2019] (екранізація однойменного роману Халеда Хоссейні)
4. Людина на канаті[недоступне посилання з серпня 2019] (документальний фільм, що зображує сміливий трюк проходження Філіппа Петі по канату, натянутому між вежами-близнюками Всесвітнього торгового центру)